# Professorenwijk-West
Professorenwijk-West is een woonbuurt in de Nederlandse stad Leiden, die deel uitmaakt van de wijk Roodenburgerdistrict. Deze wijk wordt vaak samen met Professorenwijk-Oost en Burgemeesterswijk in één adem genoemd als Burgemeesters- en Professorenwijk, omdat zij als stedenbouwkundige eenheid zijn ontworpen door het bureau van Granpré Molière, Verhagen en Kok.